# Jardel Filho
Jardel Frederico de Bôscoli, conhecido como Jardel Filho (São Paulo, 24 de julho de 1927 – Rio de Janeiro, 19 de fevereiro de 1983), foi um ator brasileiro.

## Biografia
Nascido em família de artistas, seu pai foi o empresário teatral Jardel Gonzaga de Bôscoli, conhecido como Jardel Jércolis, e sua mãe a atriz polaca Leokadia Szeja, conhecida como Lódia Silva ou Lidia Boscoli.
Jardel Filho nasceu em São Paulo durante uma temporada artística de seus pais. Por dificuldades financeiras, sua mãe ficou mais de um mês na maternidade até que houvesse como pagar o parto e retornar ao Rio de Janeiro. Na adolescência tentou a carreira militar, mas o chamado do palco acabou por levá-lo ao teatro, onde estreou em 17 de julho de 1946, na peça Desejo, à convite de Ziembinski.  Trabalhou também na na Companhia Dulcina & Odilon, trabalhando a seguir com Bibi Ferreira e Henriette Morineau. Sua primeira experiência de uma longa carreira cinematográfica - que como a de muitos seus colegas se desenvolveu paralela à televisão - foi em Fuzarca Carioca (também nomeado de Prá Lá de Boa) em 1949, sob a direção de Luiz de Barros.
Com a peça Jezebel, ganhou medalha de ouro da ABCT. Trabalhou na Companhia Cinematográfica Vera Cruz, para a qual fez, entre outros, filmes como Floradas na Serra e Uma Pulga na Balança.

Eva Wilma, Jardel Filho e John Herbert na peça teatral “Boeing-Boing”, 1963. Arquivo Nacional.

Ainda em 1953, à convite do Departamento de Estado Norte-Americano, mudou-se por um curto período para realizar um curso de especialização em Observação Teatral e Cinematográfica em Hollywood e Nova Iorque. Já em 1957 fora convidado a ser guest observer em teatro, cinema e televisão.
Fez parte do elenco de trinta filmes, entre outros, Macunaíma, de Joaquim Pedro de Andrade, Pixote, a Lei do Mais Fraco, de Hector Babenco, Terra em Transe, obra-prima de Glauber Rocha e filme emblemático do Cinema Novo'; O Bom Burguês de Oswaldo Caldeira, em 1982 e Rio Babilônia de Neville D'Almeida que foi seu último trabalho no cinema e que estreou depois da morte do ator.
Versátil, trabalhou muito em televisão, onde atuou em 17 telenovelas e minisséries, como O Bofe, de Bráulio Pedroso, Verão Vermelho e O Bem-Amado, de Dias Gomes, O Homem que Deve Morrer, 'Fogo Sobre Terra e Coração Alado, todas de Janete Clair; Brilhante, de Gilberto Braga; O Espantalho de Ivani Ribeiro e Memórias de Amor, de Wilson Aguiar Filho.
Jardel, como Dr. Juarez Leão, foi um personagem marcante para seus fãs. Um homem atormentado pela morte da mulher encontra em Telma, papel vivido por sua enteada na vida real, a atriz Sandra Bréa, a razão de continuar sendo médico e passa a lutar contra os desmandos de Odorico e sua obsessão de conseguir um defunto para inaugurar o cemitério de Sucupira.
Ele morreu em plena atividade, vítima de um ataque cardíaco, em sua casa numa manhã de sábado, em 19 de fevereiro de 1983, quando gravava os últimos vinte capítulos da novela "Sol de Verão", escrita por Manoel Carlos, na Rede Globo, fazendo com que o fim do folhetim fosse antecipado. Seu personagem Heitor saiu da trama com uma viagem repentina. Curiosamente, 41 anos após sua morte, em 19 de fevereiro de 2024, o Globoplay disponibilizou em sua plataforma os 8 capítulos que restaram de "Sol de Verão", integrando o projeto "Fragmentos", que consiste em recuperar o que restou de obras perdidas da TV Globo.
Seu corpo foi enterrado no Cemitério São João Batista, em Botafogo.
Foi homenageado no ano de seu falecimento pelo então governador Chagas Freitas, que batizou o recém-construído viaduto da rua Soares Cabral com seu nome.
Foi casado com a empresária Maria Augusta Nielsen e com as atrizes Márcia de Windsor, Glauce Rocha e Myriam Pérsia e deixou duas filhas, Tânia Boscoli, também atriz, e Adriana de Boscoli, produtora, filha de Beth, sua última esposa, deixando como netos José Maria e Frederico de Boscoli.

## Filmografia

### Cinema
| Ano  | Título                              | Personagem              |
| ---- | ----------------------------------- | ----------------------- |
| 1983 | O Bom Burguês                       | Thomas                  |
| 1982 | O Segredo da Múmia                  | Almir Gomes             |
| 1982 | Rio Babilônia                       | Liberato                |
| 1981 | Pixote, a Lei do Mais Fraco         | Sapatos Brancos         |
| 1980 | O Mundo Mágico de Poty              | Narrador                |
| 1978 | A Batalha dos Guararapes            | Maurício de Nassau      |
| 1977 | A Menor Violentada                  | Fred                    |
| 1976 | Tangarela, a Tanga de Cristal       | Lúcio Tangarella        |
| 1974 | A Viúva Virgem                      | Constantino             |
| 1973 | Tercer Mundo                        | Pedro                   |
| 1972 | Roleta Russa                        | —                       |
| 1971 | Os Devassos                         | Jorjão                  |
| 1969 | Sete Homens Vivos ou Mortos         | Sá Freitas              |
| 1969 | A Um Pulo da Morte                  | Márcio Moura            |
| 1969 | Macunaíma                           | Venceslau Pietro Pietra |
| 1968 | Antes, o Verão                      | Luiz                    |
| 1968 | O Homem que Comprou o Mundo         | General                 |
| 1968 | As Três Mulheres de Casanova        | Henrique Casanova       |
| 1967 | Terra em Transe                     | Paulo Martins           |
| 1966 | Paraíba, Vida e Morte de um Bandido | Márcio Moura            |
| 1965 | 22-2000 Cidade Aberta               | Márcio Moura            |
| 1965 | Arrastão                            | Manuel                  |
| 1964 | Crônica da Cidade Amada             | Paulo                   |
| 1963 | Barcos de Papel                     | —                       |
| 1962 | Setenta Vezes Sete                  | Pedro                   |
| 1962 | Sócio de Alcova                     | Paulo                   |
| 1962 | Buscando a Mônica                   | Juan                    |
| 1962 | Carnaval do Crime                   | —                       |
| 1960 | Esse Rio que Eu Amo                 | Balbino                 |
| 1960 | Cidade Ameaçada                     | Passarinho              |
| 1959 | Moral em Concordata                 | Raul                    |
| 1959 | Meus Amores no Rio                  | Roberto                 |
| 1955 | Leonora dos Sete Mares              | Gilberto                |
| 1955 | Sonho de Outono                     | —                       |
| 1954 | Floradas na Serra                   | Bruno                   |
| 1954 | Paixão Tempestuosa                  | —                       |
| 1954 | Toda A Vida em Quinze Minutos       | Passageiro              |
| 1953 | Santa de um Louco                   | —                       |
| 1949 | O Dominó Negro                      | —                       |

### Televisão
| Ano  | Título                     | Personagem                        | Notas                    |
| ---- | -------------------------- | --------------------------------- | ------------------------ |
| 1965 | 22-2000 Cidade Aberta      | Márcio Moura                      |                          |
| 1966 | O Acusador                 | Irmão                             |                          |
| 1967 | Ana                        | —                                 |                          |
| 1969 | A Ponte dos Suspiros       | Capitão Altieri                   |                          |
| 1970 | Verão Vermelho             | Carlos                            |                          |
| 1970 | Assim na Terra como no Céu | Renato Itararé de Souza (Renatão) |                          |
| 1971 | O Homem que Deve Morrer    | Otto von Müller                   |                          |
| 1972 | O Bofe                     | Dorival Cruz                      |                          |
| 1973 | O Bem Amado                | Dr. Juarez Leão                   |                          |
| 1974 | Caso Especial              | Osvaldo                           | Episódio: Mulher         |
| 1974 | Caso Especial              | —                                 | Episódio: A Grande Farra |
| 1974 | Fogo Sobre Terra           | Diogo Gonzaga Soares              |                          |
| 1977 | O Espantalho               | Rafael Nascimento                 |                          |
| 1978 | Sinal de Alerta            | Rudi Caravaglia                   |                          |
| 1978 | Praça da Alegria           | Alemão                            | Episódio: 17/12          |
| 1979 | Memórias de Amor           | Professor Aristarco Argolo Ramos  |                          |
| 1979 | Cabocla                    | Dom Arsênio Miranda               |                          |
| 1980 | Olhai os Lírios do Campo   | Felipe Lobo                       |                          |
| 1980 | Coração Alado              | Tássio Von Strauss                |                          |
| 1981 | Brilhante                  | Bruno Newman                      |                          |
| 1982 | Sol de Verão               | Heitor Kock                       |                          |